# Вуд-Баффало (национальный парк)
Вуд-Баффало (англ. Wood Buffalo National Park) — национальный парк на территории провинции Альберта и Северо-Западных территорий, Канада. Основан в 1922 году. Крупнейший национальный парк в стране и один из крупнейших в мире, объект Всемирного наследия ЮНЕСКО с 1983 года.

## География
При площади 44,8 тыс. км² (44 781 км² на официальном сайте) Вуд-Баффало — крупнейший национальный парк в Канаде и один из самых больших в мире. Парк расположен в северной части Центральной Канады, в равнинной части страны, на границе провинции Альберта и Северо-Западных территорий между Большим Невольничьим озером и озером Атабаска.
На территории парка выделяются три основных зоны — лесистая возвышенность; плато с затруднённым дренажем, изобилующее извилистыми реками и ручьями, а также болотами (место самых масштабных в мире карстовых процессов); и дельта Пис-Атабаска. На территории парка расположены также обширные соляные равнины с соляными холмами высотой до 2 м и многочисленные озёра, включая озеро Клэр. По парку протекают реки Невольничья, Пис и Атабаска; общая дельта рек Пис и Атабаска в южной части парка является одной из крупнейших в мире внутренних пресноводных дельт.
Высота северной субарктической равнины на территории парка над уровнем моря — от 210 до 300 м. Под ледниковыми отложениями залегают девонские осадочные породы — известняки, доломиты, гипсы и галиты. Малые перепады высот, пористость и высокая растворимость пород горных пород привели к тому, что основная форма дренажа в этой местности — не горизонтальная, по поверхности, а вертикальная (перколяция). Верхние слои пород насыщены водой, что приводит к разнообразным карстовым эффектам, в особенности в местах, где под слоем почв залегает гипс. В этом регионе часты подземные ручьи, солончаки и солёные источники.
Чтобы сохранить нетронутым естественный облик национального парка, туристические объекты в нём остаются немногочисленными и предоставляют лишь минимальный спектр услуг. В парке только один лагерь для автотуристов, а большинство пешеходных маршрутов сосредоточено вдоль дороги Пайн-Лейк, идущей на юг от Форт-Смита (Северо-Западные территории). Парковые офисы расположены в Форт-Смите и в Форт-Чипевайане (Альберта). Парк открыт для посещения круглый год. Основной доступ на протяжении года — по шоссе № 5 (трассе Форт-Смит), соединяющей Форт-Смит и трассу Хей-Ривер (шоссе № 2). На протяжении примерно трёх месяцев зимой функционирует проходящий через территорию парка зимник, соединяющий Форт-Смит с Форт-Чиппевайаном и Форт-Мак-Мурреем в Альберте. К парку можно попасть также воздушным путём: как в Форт-Смите, так и в Форт-Чиппевайане имеются аэропорты, принимающие рейсы из Эдмонтона. Чартерное авиасообщение существует также между Форт-Смитом и Йеллоунайфом. Доступ в парк моторных плавательных средств разрешён по рекам Атабаска, Пис, Невольничья, Ривьер-де-Рошер и каналу Катр-Фурш.

## Растительность и животный мир
Парк расположен в поясе бореальных лесов, для лесов на его территории характерны многочисленные лиственные породы. Особенно част тополь осинообразный, на богатых почвах замещаемый елью (сизой и чёрной) и сосной Банкса. На торфяниках встречается лиственница. Распространена также пихта бальзамическая. Леса в этой местности часто горят.

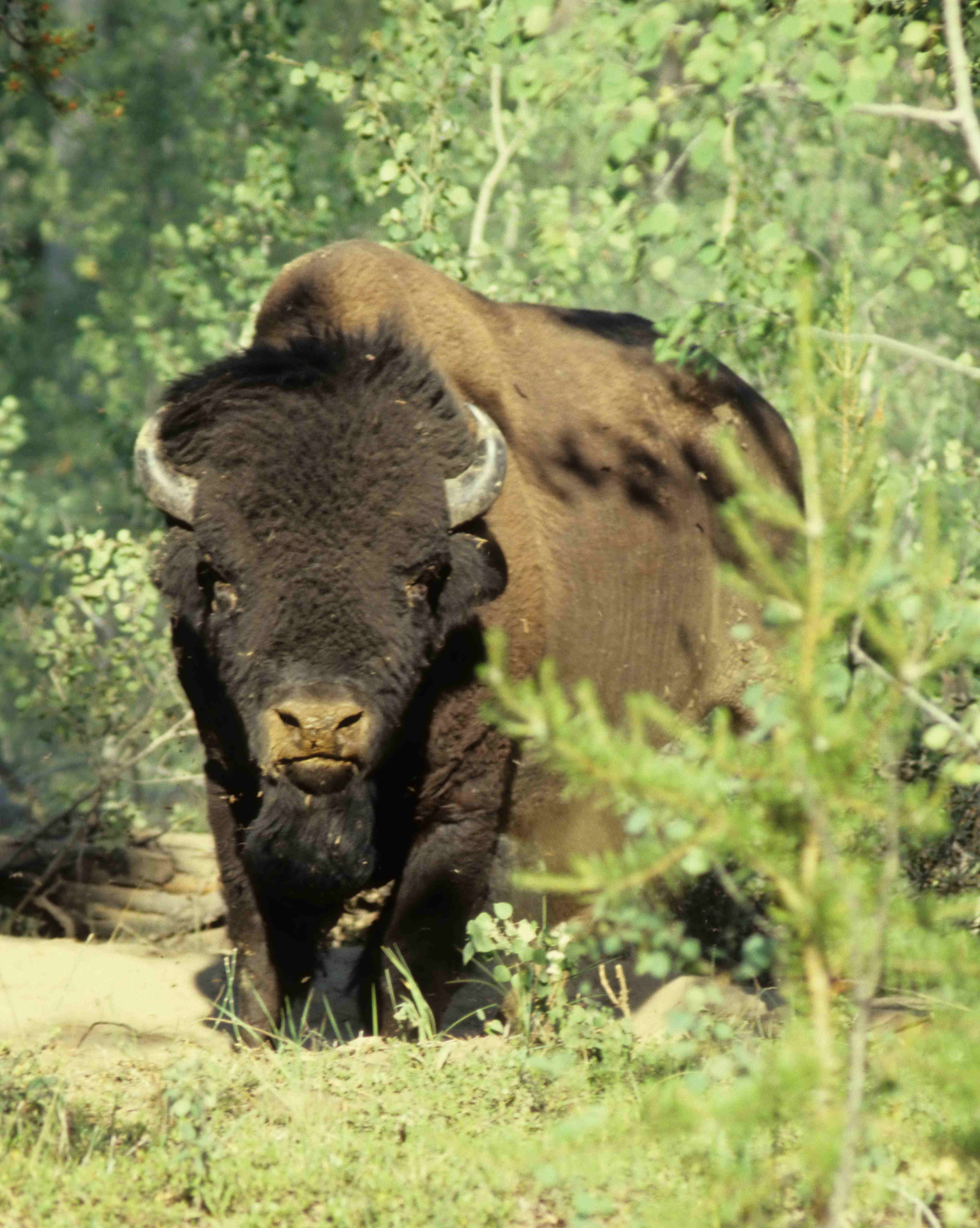
Лесной бизон

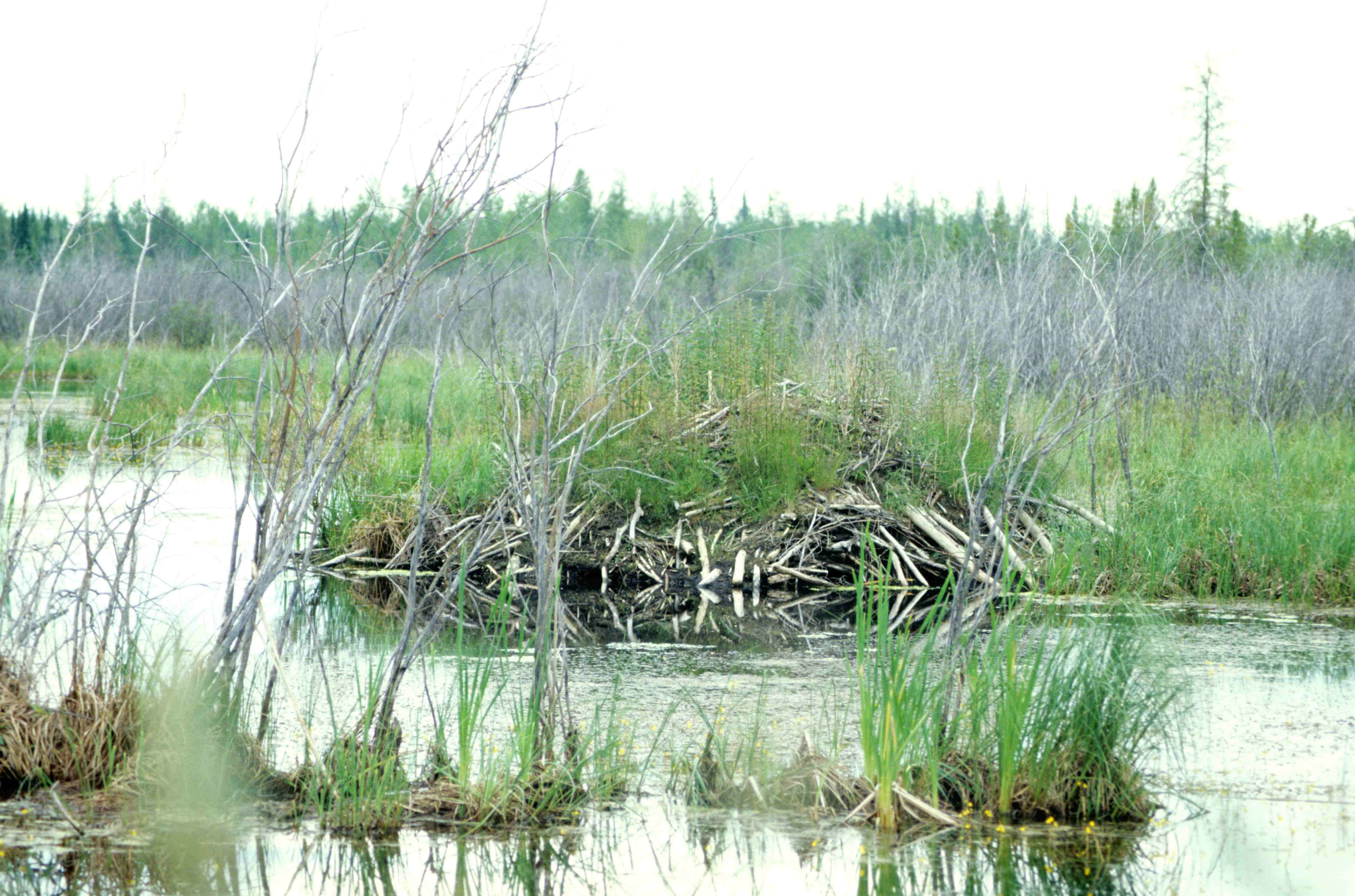
Бобровая хатка

Вуд-Баффало — не только крупнейший, но и наиболее целостный в экологическом отношении образец экосистемы Великих равнин — субарктических степей Северной Америки. Это единственная территория, на которой непрерывно существует система «хищник-жертва» между волками и бизонами. Заповедник известен тем, что на его территории обитает самое крупное дикое стадо лесных бизонов (порядка 5000 особей). На территории национального парка обитают такие млекопитающие как волки, карибу, лоси, барибалы, гризли, американские зайцы, дикобразы и скунсы. В сухих лесах распространены рысь, лиса, горностай и красная белка, в болотистых районах — ондатра, норка и бобр. В Вуд-Баффало расположена крупнейшая в мире бобровая плотина, которая расположена в глухих местах и впервые была обнаружена лишь на спутниковых снимках.
Весной и осенью над дельтой Пис-Атабаска пересекаются все четыре основных североамериканских миграционных маршрута. В ходе каждой миграции над этим регионом пролетают более миллиона уток, гусей и лебедей, многие из которых остаются гнездовать. Всего в Вуд-Баффало насчитывается порядка 200 видов птиц, в том числе канадский журавль. В парке, в отдалённой от людей части леса, расположена последняя в мире зона естественного гнездования американских журавлей. Немногочисленные пары, гнездящиеся и выводящие птенцов на территории Вуд-Баффало, находятся под постоянным наблюдением и охраной.

## История
Человек обитал на территории современного парка Вуд-Баффало со времени отступления ледника из этого региона. В последние несколько столетий в этих местах жили кочевые народы кри и чипевайан, представители которых населяют территорию национального парка и в начале XXI века. Обитатели парка промышляют рыбной ловлей и охотой, что делает его национальным парком с самой долгой в Канаде непрерывной историей использования коренными народностями.
Национальный парк Вуд-Баффало основан в 1922 году с целью сохранения последнего стада лесных бизонов (одно из английских названий — wood buffalo). В период между 1925 и 1928 годами на территорию недавно созданного заповедника были перевезены около 6700 степных бизонов из Уэйнрайта (Альберта). Хотя это было сделано с лучшими намерениями, смешивание популяций степных и лесных бизонов привело к заражению последних бычьим туберкулёзом и бруцеллёзом.
В 1982 году Вуд-Баффало признан Международным союзом охраны природы (IUCN) в связи с усилиями по охране дельты Пис-Атабаска и гнездовий американского журавля. Оба этих объекта включены в Рамсарский список охраняемых водно-болотных угодий. С 1983 года Вуд-Баффало включён ЮНЕСКО в список Всемирного наследия как место обитания крупнейшей в Северной Америке популяции диких бизонов, естественная среда гнездования американского журавля и регион, где расположена крупнейшая в мире внутренняя речная дельта.
В целях защиты ночных видов животных (более десятка видов сов, летучие мыши) в 2013 году Королевское канадское астрономическое общество присвоило национальному парку Вуд-Баффало статус заповедника тёмного неба (англ. Dark-sky preserve). Это крупнейший в мире заповедник тёмного неба, известный хорошими условиями для наблюдения северного сияния в зимние месяцы, а также в августе и сентябре.
Экологическому балансу в Вуд-Баффало угрожают гидротехнические сооружения и промышленные предприятия, сооружённые вблизи от национального парка. Сохранение экосистемы зависит от восполнения запаса грунтовых вод, и отведение воды для хозяйственных нужд затрудняет этот процесс. В частности, после постройки плотины Беннетта в Британской Колумбии сток реки Пис упал на 8 %. Сток реки Атабаска за несколько десятилетий наблюдений снизился на 26 %. Ледяные зажоры, благодаря которым раньше происходило затопление поймы и питались водой изолированные озёра, перестали возникать. Эти и другие изменения ведут к уменьшению зоны обитания лесных бизонов и смещению маршрутов птичьей миграции в сторону от дельты Пис-Атабаска. В 2018 году правительство Канады выделило 27 млн долларов на борьбу с ухудшением условий в заповеднике и начало консультации с правительствами Альберты, Британской Колумбии, Северо-Западных территорий и индейских автономных районов с целью выработки общей стратегии.